# Lagynochthonius fragilis
Espèce
Lagynochthonius fragilis est une espèce de pseudoscorpions de la famille des Chthoniidae.

## Distribution
Cette espèce est endémique de la province de Kiên Giang au Viêt Nam,. Elle se rencontre dans la grotte Hang Mo So à Nui Bai Voi.

## Publication originale
- Judson, 2007 : A new and endangered species of the pseudoscorpion genus Lagynochthonius from a cave in Vietnam, with notes on chelal morphology and the composition of the Tyrannochthoniini (Arachnida, Chelonethi, Chthoniidae). Zootaxa, no 1627, p. 53-68.